# Brody King
Nate Blauvelt (né le 17 mars 1987 à Palmdale, Californie) est un catcheur américain. Il travaille actuellement à la All Elite Wrestling et la New Japan Pro Wrestling, sous le nom de Brody King.

## Carrière

### All American Wrestling (2018)
Lors de AAW Defining Moment 2018, il bat ACH et remporte le AAW Heavyweight Championship. Lors de AAW Jim Lynam Memorial Tournament Day-1, il conserve son titre contre Penta El Zero M.
Lors de AAW Defining Moment 2018, il perd son titre contre Sami Callihan dans un Steel Cage Match.

### Pro Wrestling Guerrilla (2018–...)
Lors de Threemendous V, il perd contre WALTER et ne remporte pas le PWG World Championship.
Lors de Threemendous VI, Malakai Black et lui battent Black Taurus et Demonic Flamita pour remporter les PWG World Tag Team Championship, alors vacants.

### Circuit Indépendant (2018-...)
Il participe avec PCO au Crockett Cup 2019 où ils battent lors du premier tour Satoshi Kojima et Yūji Nagata, The Briscoe Brothers par disqualification en Semi-Final, puis Royce Isaacs et Thomas Latimer en finale pour remporter le tournoi et les vacants NWA World Tag Team Championship par la même occasion.

### Ring of Honor (2018–2021)
Lors de ROH 17th Anniversary Show, lui et PCO battent The Briscoe Brothers (Jay Briscoe et Mark Briscoe) dans un Las Vegas Street Fight Match et remportent les ROH World Tag Team Championship. Le lendemain, ils font équipe avec Marty Scurll et battent The Kingdom (Matt Taven, TK O'Ryan et Vinny Marseglia) pour remporter les ROH World Six-Man Tag Team Championship et deviennent doubles champions. Lors de G1 Supercard, lui et PCO perdent les ROH World Tag Team Championship contre Guerrillas of Destiny (Tama Tonga et Tanga Loa) dans un Four Way Match qui comprenaient également Los Ingobernables de Japón (Evil et Sanada) et The Briscoe Brothers et ne remportent pas les IWGP Tag Team Championship qui étaient également en jeu.
Lors de Steel City Excellence, ils conservent avec Marty Scurll les ROH World Six-Man Tag Team Championship contre Jay Lethal, Jeff Cobb et  Rush.
Lors de Final Battle 2020, il perd contre Rush à cause de l'intervention de La Bestia del Ring et ne remporte pas le ROH World Championship.
Lors de Death Before Dishonor 2021, il perd contre Bandido dans un Four Corner Survival Elimination Match qui comprenaient également Demonic Flamita et EC3 et ne remporte pas le ROH World Championship.

### All Elite Wrestling (2022-...)

#### House of Black, champion du monde Trios de la AEW (2022-...)
Le 12 janvier 2022 à Dynamite, il fait ses débuts à la All Elite Wrestling en tant que Heel, où il rejoint officiellement la House of Black de Malakai Black, attaque les Varsity Blonds (Brian Pillman, Jr. et Griff Garrison), ainsi que Penta El Zero Miedo. Le lendemain, il signe officiellement avec la fédération. La semaine suivante à Dynamite, il dispute son premier match aux côtés de Malakai Black et ensemble, ils battent les Varsity Blonds. Le 23 février à Dynamite, ils perdent face à PAC et Penta El Zero M. Après le combat, Buddy Matthews fait ses débuts en attaquant leurs adversaires et rejoint officiellement le clan. Le 6 mars lors du pré-show à Revolution, les trois catcheurs battent Erick Redbeard, PAC et Penta Oscuro dans un Trios Tag Team match.
Le 29 mai à Double or Nothing, ils battent Death Triangle (PAC et les Lucha Brothers) dans la même stipulation. Pendant le combat, Julia Hart effectue un Heel Turn en aspergeant du Black Mist au visage du premier et rejoint officiellement le clan.
Le 5 mars à Revolution, ils deviennent les nouveaux champions du monde Trios de la AEW en battant l'Elite (Kenny Omega et les Young Bucks) et remportent les titres pour la première fois de leurs carrières.
Le 28 mai à Double or Nothing, ils conservent leurs titres en battant The Acclaimed (Anthony Bowens et Max Caster) et Billy Gunn dans un Open House Rules match.
Le 27 août à All In, ils ne conservent pas leurs ceintures, battus par leurs mêmes adversaires dans un No Holds Barred match, ce qui met fin à un règne de 175 jours.
Le 18 novembre à Full Gear, Malakai Black et lui ne remportent pas les titres mondiaux par équipes, battus par Ricky Starks et Big Bill dans un Fatal 4-Way Tag Team Ladder match qui inclut également FTR (Cash Wheeler et Dax Harwood) et La Facción Ingobernable (Rush et Dralistico).
Le 21 avril 2024 à Dynasty, les trois catcheurs battent Adam Copeland, Eddie Kingston et Mark Briscoe dans un Trios Tag Team match. Le 15 juin à Collision, le trio masculin du clan effectue un Face Turn, bat le Bang Bang Gang (Juice Robinson et les Gunns) et devient aspirant no 1 aux titres mondiaux Trios unifiés. Après le combat, Christian Cage montre au Hollandais et lui que leur partenaire Australien est K.O dans les coulisses. Quinze soirs plus tard lors du pré-show à Forbidden Door, Malakai Black et lui battent Tomohiro Ishii et Kyle O'Reilly, Gabe Kidd et Roderick Strong et Private Party (Brother Zay et Marq Quen) dans un 4-Way Tag Team match.
Le 25 août à All In, ses deux compères et lui ne remportent pas les titres mondiaux Trios, battus par Blackpool Combat Club (Claudio Castagnoli et Wheeler Yuta) et PAC dans un 4-Way London Ladder match qui inclut également The Patriarchy (Christian Cage, Killswitch et "The Prodigy" Nick Wayne) et le Bang Bang Gang.
Le 12 octobre à WrestleDream, il perd face à Darby Allin. Après le combat, les deux catcheurs échangent une poignée de mains. Le 23 novembre à Full Gear, Malakai Black et lui ne remportent pas les ceintures mondiales par équipes, battus par Private Party (Zay et Quen) dans un 4-Way Tag Team match qui inclut également The Outrunners (Truth Magnum et Turbo Floyd) et The Acclaimed (Anthony Bowens et Max Caster).

## Palmarès
- AAW: Professional Wrestling Redefined
  - 1 fois AAW Heavyweight Championship[30]

- All Elite Wrestling
  - 1 fois champion du monde Trios de la AEW (actuel) - avec Malakai Black et Buddy Matthews

- All Pro Wrestling
  - Young Lions Cup (2016)

- National Wrestling Alliance
  - 1 fois NWA World Tag Team Championship avec PCO
  - Crockett Cup (2019) avec PCO

- PCW Ultra
  - 1 fois PCW Tag Team Championship avec Josef et Jacob Fatu

- Pro Wrestling Guerrilla
  - 1 fois PWG World Tag Team Champions avec Malakai Black (actuel)

- Ring of Honor
  - 1 fois ROH World Six-Man Tag Team Championship avec Marty Scurll et PCO
  - 1 fois ROH World Tag Team Championship avec PCO
  - Tag Wars (2019) avec PCO

- Santino Bros. Wrestling
  - 1 fois SBW Championship

- World Series Wrestling
  - 1 fois WSW Tag Team Championship avec Marty Scurll

## Récompenses des magazines
- Pro Wrestling Illustrated

| Année | 2018 | 2019 | 2020 | 2021 | 2022 | 2023 |
| ----- | ---- | ---- | ---- | ---- | ---- | ---- |
| Rang  | 461  | 79   | 197  | 108  | 190  | 154  |